# Mont Elizabeth
Pour les articles homonymes, voir Elizabeth.
Le mont Elizabeth est une montagne culminant à 4 480 m d'altitude dans le chaînon de la Reine-Alexandra, en Antarctique, dans la terre Victoria. C'est le deuxième plus haut sommet de la chaîne Transantarctique et le plus haut à n'avoir jamais été gravi.
Il est découvert par l'expédition Nimrod (1907-1909) et nommé en l'honneur d'une de ses mécènes, Elizabeth Dawson-Lambton. Cette mécène est aussi à l'origine du nom du glacier Dawson-Lambton (en) en terre de Coats.